# Liste der Monuments historiques in Epfig
Die Liste der Monuments historiques in Epfig führt die Monuments historiques in der französischen Gemeinde Epfig auf.

## Liste der Bauwerke
| Bezeichnung            | Beschreibung                                      | Standort                     | Kennzeichnung | Schutzstatus | Datum | Bild           |
| ---------------------- | ------------------------------------------------- | ---------------------------- | ------------- | ------------ | ----- | -------------- |
| Kapelle Ste-Marguerite | romanische Kapelle, 11. Jahrhundert, mit Beinhaus | Rue Sainte-Marguerite (Lage) | PA00084704    | Classé       | 1876  | weitere Bilder |